# اسکات ویک‌ویر
اسکات ویک‌ویر (به انگلیسی: Scott Wickware) بازیگر و صداپیشه اهل کانادا است.
از فیلم‌ها یا مجموعه‌های تلویزیونی که وی در آن‌ها نقش داشته‌است، می‌توان به تاکسیدو اشاره نمود.